# Tét
Tét  (németül: Tietzing) város a Győr-Moson-Sopron vármegyei Téti járásban, melynek egyben székhelye is. A sokoróaljai térségben központi funkciót lát el.

## Fekvése
Magyarország északnyugati, a Kisalföld délkeleti részén helyezkedik el, Győr és Pápa között nagyjából félúton. A település a vármegye déli határán, a Sokorói-dombság lankáinak és a Marcal-medence síkságának találkozásánál fekszik. Valamikor idáig húzódott a Bakony erdőségeinek határa.
A közvetlenül határos települések: észak felől Koroncó, északkelet felől Győrszemere, kelet felől Felpéc, délkelet felől Gyömöre, délnyugat felől Mórichida, nyugat felől Rábaszentmiklós, északnyugat felől pedig Kisbabot és Rábaszentmihály. Csak nagyon kevés híja van annak, hogy nem határos dél felől még Gyarmattal, illetve Csikvánddal is.

### Megközelítése
A város legfontosabb közúti megközelítési útvonala a Pápa és Győr térségét összekötő 83-as főút, mely nagyjából dél-északi irányban végighalad a közigazgatási területén. Korábban a központját is átszelte, néhány éve már elkerüli azt; azóta a régi belterületi nyomvonal a 8314-es út része.
A környező települések közül Gyömörével és Lovászpatonával a 8306-os, Felpéccel a 8307-es, Marcaltővel a 8416-os, Rábaszentmihállyal (és azon keresztül, Enesén át Lébénnyel) a 8417-es, Koroncóval a 8418-as, Mórichidával és azon keresztül Rábacsanakkal pedig a 8419-es út köti össze.
Vasútvonal nem érinti a területét, de a közelében húzódik a MÁV 10-es számú Győr–Celldömölk-vasútvonala. A vonal két legközelebbi megállási pontja Gyömöre-Tét megállóhely és Halipuszta megállóhely, Téttől egyformán mintegy 4 kilométerre, Gyömöre, illetve Felpéc közigazgatási területén, de 2019 decemberében – kihasználatlanságra hivatkozva – utóbbi megállóhelyet kivették a személyforgalmi menetrendből.

## Nevének eredete
A település a nevét valószínűleg első birtokosai, a Thet törzsnemzetség után kapta.

## Története

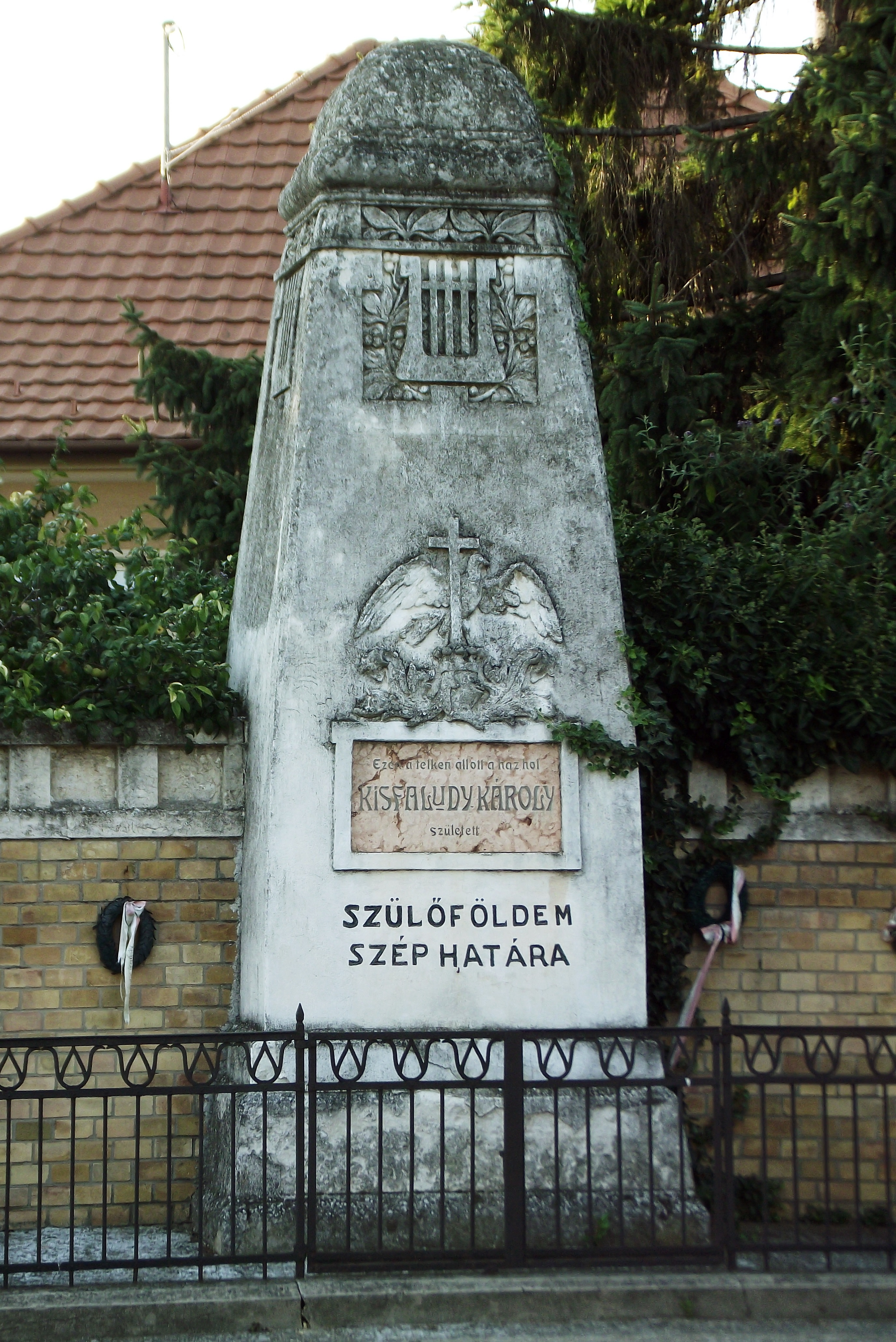
Kisfaludy emlékmű

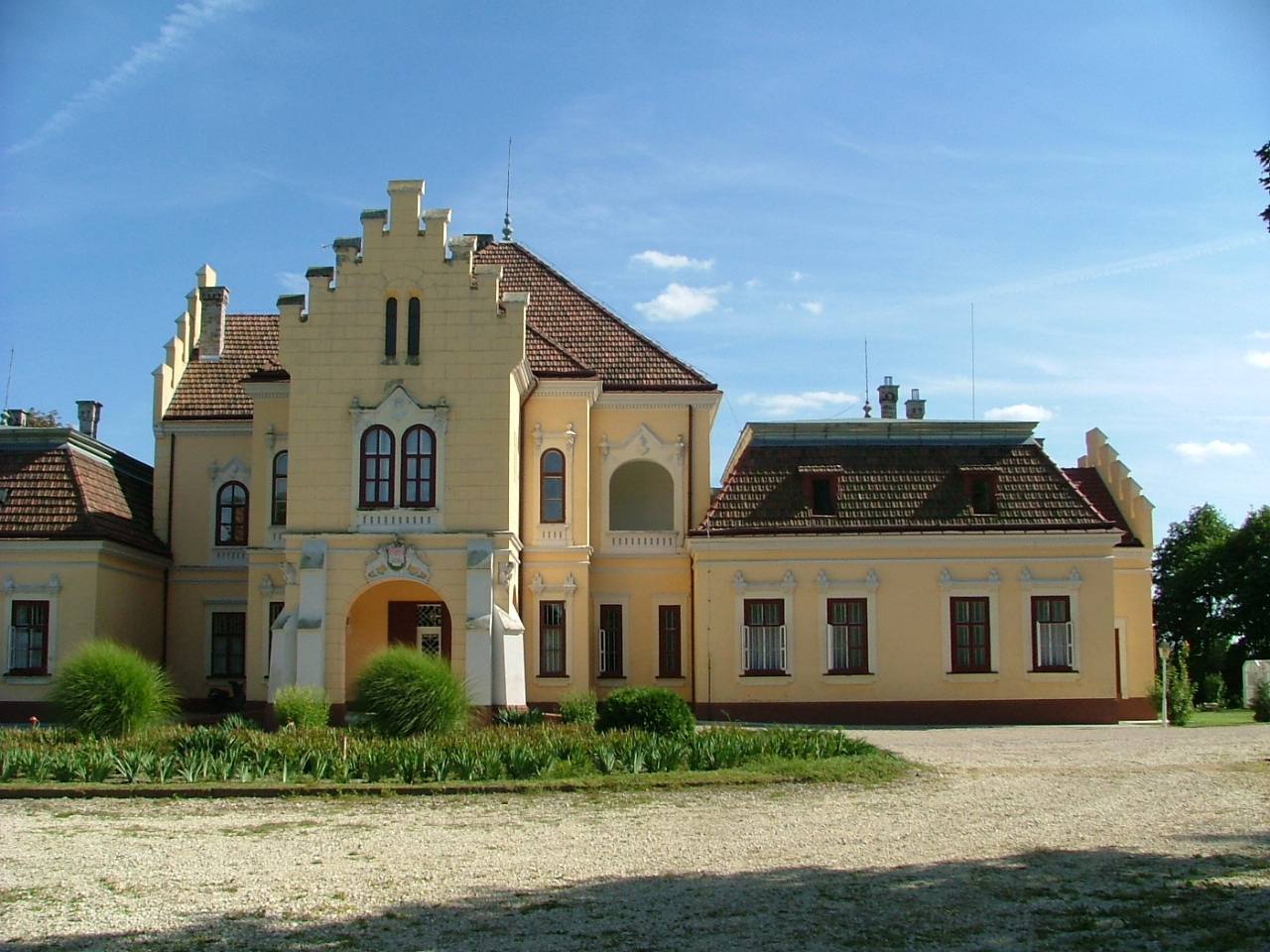
Pokvár kastély

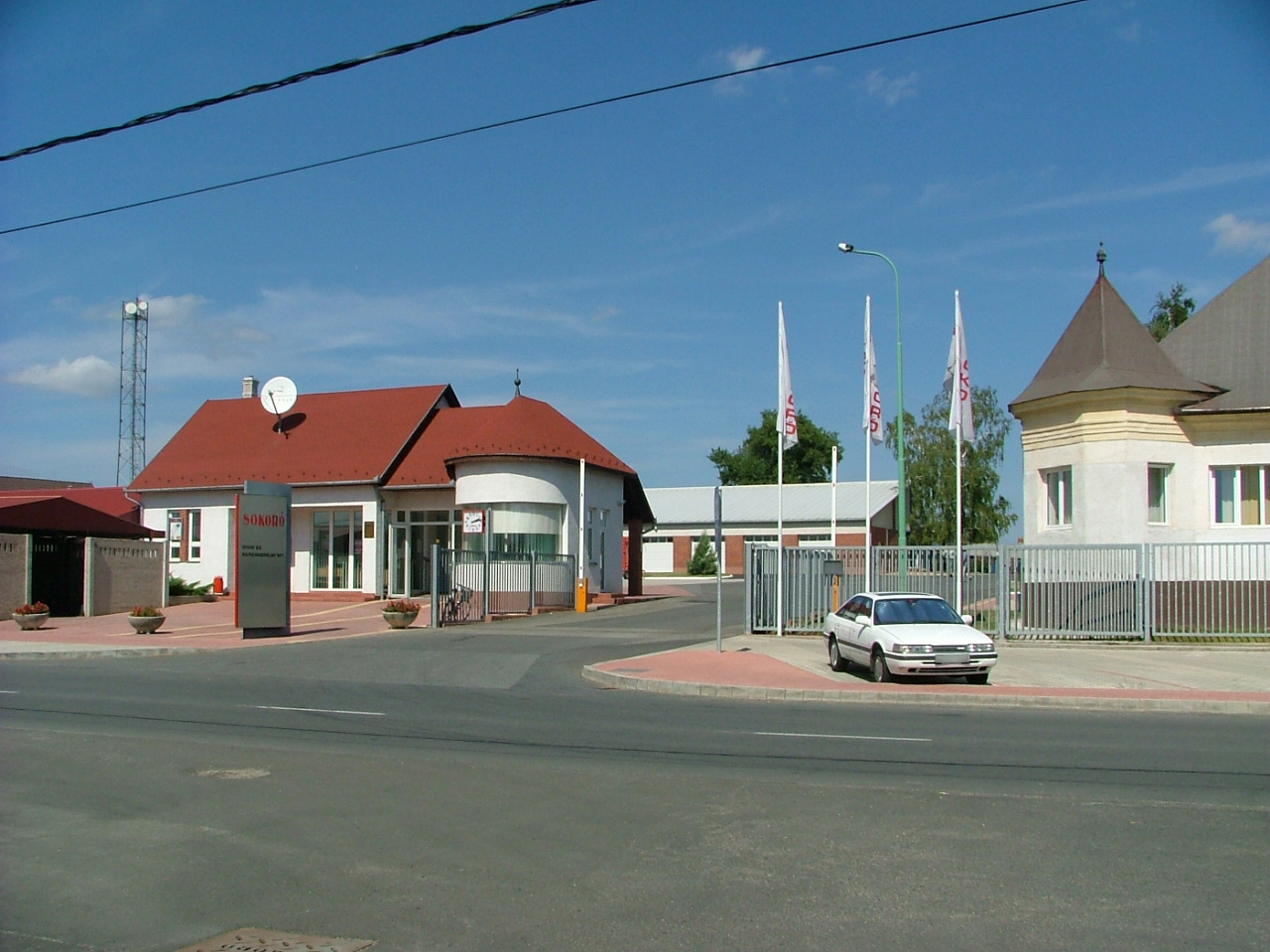
A Sokoró gépgyár

Első ismert okleveles említése IV. Béla adományleveléből, 1269-ből származik. A település 1643 és 1646 között teljesen elnéptelenedett. 1786-ban viszont már 2063 lakosa volt Tétnek, így Győr után a második legnagyobb lélekszámú települése volt abban az időben Győr vármegyének. 1908-ban nyerte el a nagyközségi rangot, majd 2001-ben ismét városi rangra emelkedett.
A kőkorszaktól kezdve lakott hely. A római korban a veteránusok villája, a honfoglalás után a nyugati gyepű harmadik vonalának fontos őrhelye, ahova a XI. században a besenyők települtek. A település határa több helységből keletkezett. Az Öreg Tét elnevezés 1209-ből ismeretes, amikor is „villa veteris Thet” néven szerepel az oklevelekben. Ősi besenyő telep. A tatár pusztítás után IV. Béla király adományozta Poky Tamás királyi ajtónállómesternek 1269-ben. A falu birtokosa 1228-ban Teth Demeter comes. Ezután a Téth nemzetségről nincs több ismert adat. Más felfogás szerint a besenyők elmagyarosodtak a XIV. századra. Tét legnagyobb földesurai a Pokyak voltak, egészen a XVII. század végéig. István tiszteletére monostort alapítottak, ennek romjait várromnak nézvén, tévedésből nevezték el Pokvárnak a dombot. A monostor elpusztulásának ideje nem ismert. Egy 1609-es összeírás a töröknek behódolt területnek írja le. A kegyetlen sanyargatás elől a lakosság elszökött.
Az 1641. évi összeírás szerint pusztasággá vált a falu. A török és a keresztyén magyar földbirtokosok 1646-ban egyezségre jutottak. ekkortól kezdtek a lakosok visszatérni. Protestáns prédikátora volt a településnek. 1690-ben a Leslie-féle ezred elpusztította a falut, de 1697-ben már saját pecsétje van. 1710 körül német telepesek érkeztek, öt évig adómentességet élvezve. Szentkúton 1726-ban katolikus templom épült. 1770-ben a postát Gyarmatról Tétre helyezik át. A következő évtől Tét a Sokoróaljai járás székhelye lesz. Ekkor Győr után az akkori vármegye második legnagyobb lélekszámú települése. Lakóinak száma: 2063 fő (1786). Az evangélikus templom és a falu egy része 1777-ben leégett. A királyi rendelet megengedte a torony nélküli evangélikus templom építését, melyet Mária Terézia személyes engedélyével építenek újjá barokk stílusú kőtemplomként. Győr 1809-es francia megszállása után itt tartották meg a megyegyűléseket. A katolikus templom 1818-ban épült meg. Az országos kolerajárványnak itt is sok áldozata volt. (1831). A kiegyezés utáni ipari fejlődés némi késéssel Téten is megindult, jelentős változást hozva az addig főleg állattartással és állatkereskedelemmel foglalkozó községben. A járásban csak Tétnek van országos marhavásártartási joga, melyet évente négy alkalommal tartottak meg. A téti takácsok ipartársulata 1882-ben alakult meg. Az iparkamara nyilvántartása szerint 65 iparos és kereskedő 22 tanoncot foglalkoztatott a településen. A század utolsó évtizedére éri el legnagyobb lélekszámát (3228 főt) is, és határa is legnagyobb a megyében. Járási hivatalain kívül takarékpénztár, malom, Hangya Szövetkezet (1920) és tíz egyesület működött a faluban. 3010 őstermelőt, 851 iparost, 175 kereskedőt lehet megszámolni 4617 lakosából. Deutsch Simon és Poll Manó 1889-ben alapította meg a község első gyárát, amely a szódagyártó üzem volt. Ugyancsak ők 1898-ban egy vagon kapacitású gőzmalmot építettek. Tét 1908-ban nagyközségi rangot kapott. Ekkor rögzítik hivatalosan a „h” nélküli Tét írásformát. A téti iparoskör 84 taggal 1911-ben alakult meg. A Sokoróaljai Takarékszövetkezetet is ebben az évben alapították.
Az I. világháborúban (1916-ban) befogadó községgé jelölték ki Tétet. Főként menekülő székely családok érkeztek a faluba. A Tanácsköztársaság után törzskönyvezik a pusztákat. (Fenyves, Betlehem, Pokvár, Lesvár, Szarkavár, Szent Imre, Ürgehegy, Szentkút, Csangota és Barcza-tag) Kis földosztással 1922-ben a nincstelenek 1–3 hold földet kaptak, valamint 2 db vitézi telek is gazdára lelt. Ekkor nyílik meg a Tanonciskola, melyet a Sokoróaljai Járási Ipartestület működtetett. Magánvállalkozásban 1925-ben épül meg a villanytelep, melyet a község megvásárol. 1927-ben állami segítséggel Polgári Fiú és Leányiskola kezdi meg a tanítást. Az utolsó békeévben részletes szociológiai felmérés készült a településről, mely szerint a lakosság létszáma 4617 fő volt. Összesen 212 bérescsalád és 226 időszaki munkát vállaló napszámos dolgozott a pusztákon, a kisbirtokos családok száma 1868 volt. A teljesen nincstelen családok száma 84. A nagyközségben 92 önálló iparos 111 alkalmazottat, a 35 kereskedő 22 alkalmazottat foglalkoztatott. A település rátért a várossá fejlődés útjára. A lakásállomány összetétele volt: 589 régi vályog-ház, 499 ház cserepes, és téglából épült. Közöttük voltak komfortos, fürdőszobás házak is. 1938-ban kezdi meg működését a sajtgyár, mely az 50-es évekig működött. A háború kitörése előtt (1943) kezdik el építeni az emeletes községházát, melyet a háború befejezése után készítenek el teljesen. A II. világháború alatt 850 fő menekült a községbe, Budapestről, Győrből és ismételten Erdélyből. A zsidók deportálásával csak két szakképzett kereskedő maradt a faluban, jelentősen csökkent a polgári réteg.
1945-ben a község hadszíntérré válik. Január 20-án Szálasi Ferenc járt a településen. Az 1945. március 26-án érkező szovjet csapatok hadikórházat létesítettek a főszolgabírói hivatalban, majd a pókvári kastélyban is. Lesváron gazdasági telepet kaptak. A főszolgabíróság helyébe a járási főjegyzőség lép, a csendőrség helyébe pedig a rendőrkapitányság szinte azonos hatáskörrel.
A Dózsa Termelőszövetkezet 1949-ben alakul meg Lesváron, ugyanekkor a járási gépállomás is. 1950-ben a tanácsrendszer bevezetésével megalakul a Téti Járási Tanács, azonban már 1954. október 1-jén meg is szűnik, és Tét a járás nagy részével együtt a győri járáshoz kerül.
Épületkarbantartó és Építőipari Kisszövetkezet kezdi meg működését 1952-ben. A falu kultúrházát 1954-ben kezdik el építeni, amelyet 1960-ban adnak át. A nagy szövetkezetesítés éve 1959. Amikor megalakítják a Kisfaludy, a Kossuth, a Béke, a Petőfi és a Dózsa Termelőszövetkezetet, majd 1963-ban egyesítik őket. A mezőgazdaság kollektivizálása elől nagyon sokan elhagyták a települést. A falu létszámcsökkenése ekkor indult meg. A Győri Mezőgép téti gyáregysége 1965-ben nyílik meg. 1979-től az ELZETT Művek Győri Lemezárugyárának téti üzemében is termelnek. Két év múlva az Autójavító Szövetkezet varrodát létesített. 1983-ban elkészül az új általános iskola és a sportpálya. A telefonközpont modernizálása 1987-ben fejeződött be. A következő évben új óvodát adnak át.
A rendszerváltás előtti utolsó évben (1989-ben) felépült a regionális gyömörei vízmű, amely egészséges vízzel látja el a nagyközséget. 1990-ben a nagyközségi közös tanács megszűnik, és az addig társközségi státusban lévő községek külön képviselő-testületeket és polgármesteri hivatalokat alkottak (1991).
Az egykori mezőváros és járási székhely 2001. július 1-jétől vált ismét várossá. A megye déli része egészen az ezredfordulóig szűkölködött a városokban, ugyanúgy, mint Veszprém megye északi része, amellyel ez a vidék határos. Tét így a térségben már a várossá válása előtt is központi szerepet töltött be, azóta pedig a térségszervező ereje és gazdasági funkciói erősödésével egyre jelentősebb lesz. Vonzáskörzete mára kiszélesedett, ingázási központtá vált.

## Mai élete

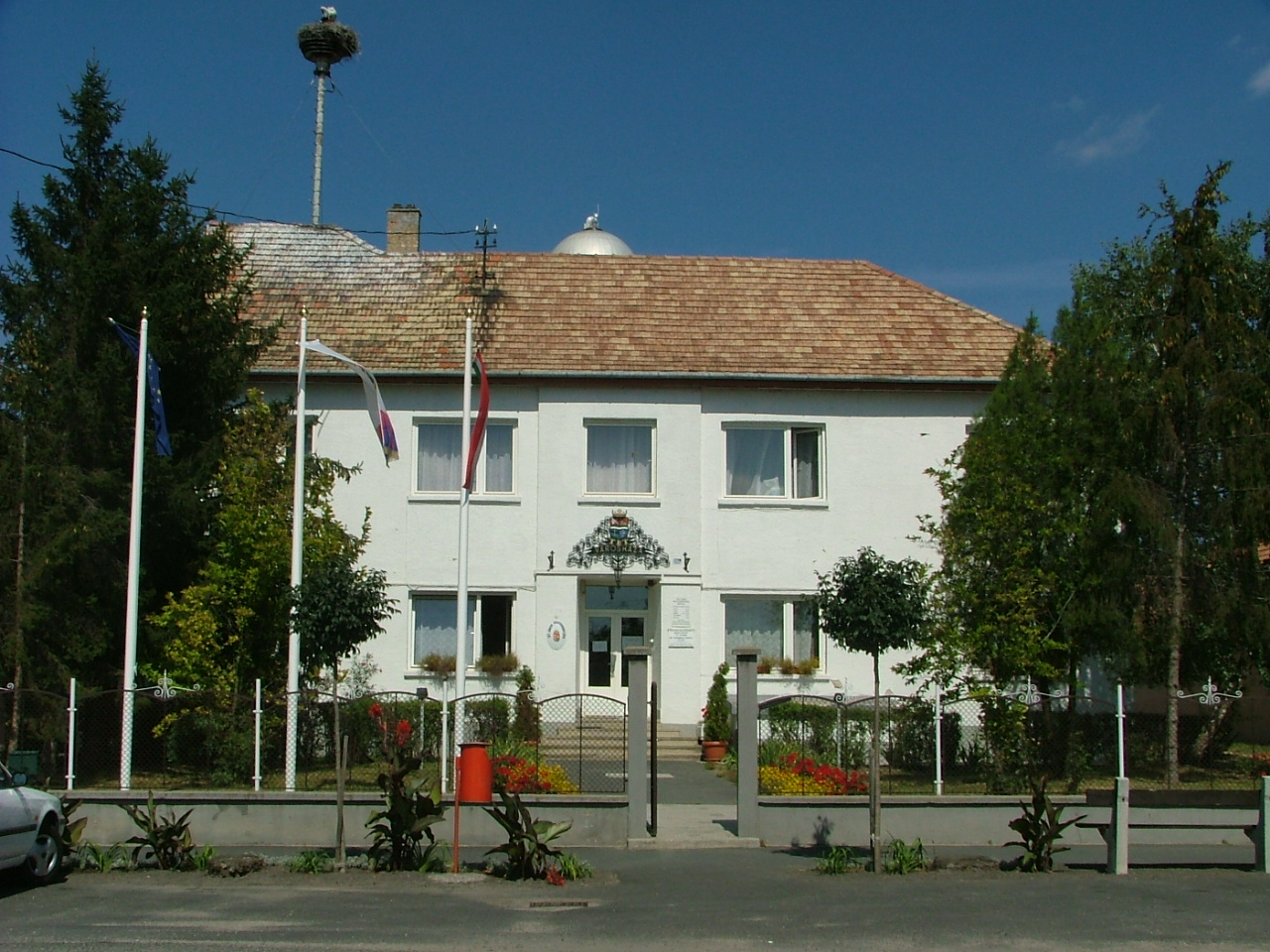
Városháza

A város népességszáma a 90-es évek elején csökkenést mutatott, aminek oka a migráció, részben a negatív természetes szaporodás. Különösen a tétszentkúti településrész magas halálozási mutatója okozza a veszteséget. A fiatalabb lakosság elvándorlása az 1970-es évekig tartott. Újabban a vándorlási egyenleg pozitív.

### Oktatás
A lakosság iskolai végzettségét tekintve: általános iskolai végzettséggel 29%, középfokú végzettséggel 27% és felsőfokú végzettséggel kb. 3–4% rendelkezik. Ez a munkaképes lakosságnak 3,6%-a. Az általános iskolai és szakmunkás végzettség jellemző. A középfokú végzettség alacsonyabb színvonalú, s rendkívül alacsonynak mondható a diplomások száma az összlakossághoz képest. A vallásfelekezet szerinti megoszlás: Katolikus és evangélikus a lakosság nagyobb része, de kisebb számban megtalálhatók a református és a baptista vallásúak is. Etnikai kisebbséghez tartozó lakosok is élnek a településen. Az ipar, a mezőgazdaság és a szolgáltatási vállalkozások biztosítják a megélhetést. Az aktív keresők száma meghaladja kínált munkahelyek számát. A tömeges mértékű ingázás miatt képes munkahelyet találni. A településről való kiutazás Győr felé tendál.
Az általános iskolai ellátást 8 évfolyamban 2 csoportban biztosítják. Délután napközis ellátást illetve tanulószobai felügyeletet biztosítanak a tanulóknak. A kultúrház a mozinak, az Idősek Klubjának, kulturális szakköröknek, a zeneiskolának és a könyvtárnak ad helyet

### Egészségügy
Az egészségügyi és szociális ellátást 2 háziorvos, 1 házi gyermekorvos, 2 fogorvos és 2 védőnő biztosítja. Fizikoterápiás kezelést a környező települések számára is biztosít. Idősek Napköziotthona biztosítja az idős és rászoruló emberek számára a napközbeni ellátást.
Ma már Tét városa biztosítja a járóbeteg-ellátását is. A Téti Gyógyítóház a járás településeinek ellátására szolgál.

### Kulturális élet
Említést kell tenni a község kulturális szerepéről is. 1795–1796-ban itt volt plébános Révai Miklós. A reformkor négy kiváló literátora téti születésű: a két Kisfaludy, az itt plébános szolgálatot ellátó Pázmándi Horváth Endre (mindhárman a Magyar Tudományos Akadémia alapító tagjai voltak), valamint Berzsenyi költőbarátja, Téti Takács József földbirtokos. Kisfaludy Károly 1788-ban születik meg Téten

### Gazdaságszerkezet, Infrastruktúra
Legjelentősebb a Sokoró Ipari és kereskedelmi Kft., mely az egykori Mezőgép (Rekard) téti gyáregységéből alakult át Az 1990-es évektől kezdve a tulajdonviszonyok változásával csak a SOKORÓ gépgyár maradt egyben. Itt a dolgozók lettek a tulajdonosok. A gyár a tulajdonos változás után saját erőből a Mercedes cég kis segítségével 200 dolgozó részére új munkahelyteremtő beruházást végzett, melyet 1996 februárjában adtak át
A helyi vízművet a győri székhelyű Pannonvíz Rt. működteti (a szennyvíztisztító-mű 1000 m3/nap kapacitású), a szilárd hulladék elszállítását a Győri Kommunális Szolgáltató Kft. végzi

## Közélete

### Polgármesterei
| Időszak   | Név                  | Jelölő szervezet(ek) |
| --------- | -------------------- | -------------------- |
| 1990–1994 | Pénzes Ambrus        | független            |
| 1994–1998 | Pénzes Ambrus        | független            |
| 1998–2002 | Szabó Ferenc         | független            |
| 2002–2006 | Szabó Ferenc         | független            |
| 2006–2010 | Szabó Ferenc         | független            |
| 2010–2014 | Dr. Kukorelli László | független            |
| 2014–2019 | Bánfi Lajos          | független            |
| 2019–2024 | Bánfi Lajos          | független            |
| 2024–     | Bencsik Zoltán       | Fidesz-KDNP          |

## Népesség
1938-ban 4617 lakosából 4614 magyar, 2 szlovák, 1 német anyanyelvű. Vallási megoszlás szerint 2247 fő katolikus, 2115 evangélikus, 178 izraelita, 73 református, 3 görögkatolikus, 1 pedig baptista.
A település népességének változása:
| Lakosok száma | 4023 | 3994 | 4097 | 4176 | 4134 | 4160 |
|               | 2013 | 2014 | 2018 | 2022 | 2023 | 2024 |

A 2011-es népszámlálás során a lakosok 89,4%-a magyarnak, 2,3% cigánynak, 0,8% németnek, 0,2% románnak mondta magát (10,5% nem nyilatkozott; a kettős identitások miatt a végösszeg nagyobb lehet 100%-nál). A vallási megoszlás a következő volt: római katolikus 41,2%, református 2,4%, evangélikus 27,3%, görögkatolikus 0,1%, izraelita 0,1%, felekezeten kívüli 4,1% (26,3% nem nyilatkozott).
2022-ben a lakosság 90,4%-a vallotta magát magyarnak, 1,8% cigánynak, 0,6% németnek, 0,3% ukránnak, 0,3% románnak, 0,1-0,1% szerbnek, lengyelnek és bolgárnak, 1,2% egyéb, nem hazai nemzetiségűnek (9,2% nem nyilatkozott; a kettős identitások miatt a végösszeg nagyobb lehet 100%-nál). Vallásuk szerint 34,8% volt római katolikus, 19,2% evangélikus, 2% református, 0,5% görög katolikus, 0,5% egyéb keresztény, 1,3% egyéb katolikus, 6,8% felekezeten kívüli (34,6% nem válaszolt).

## Látnivalók
- Szentháromság templom (Fő utca 127.): Késő barokk (1818). Tornya a homlokzatból ugrik előre. Hajója ötboltszakaszos, szentélye félköríves záródású. Berendezése klasszicista oltár. A padok a XIX. század első feléből valók. (Fő u. 127.) Kulcsa a plébánián kapható meg.
- Evangélikus templom (Tét, Fő u. 23.): Klasszicizáló, késő barokk (1778), torony nélküli épület. Berendezése: klasszicizáló, késő barokk, a szószékoltár (1780 körüli). Érdekessége, hogy az oltár a megszokottól eltérően nem a bejárattal szemben, hanem a jobb oldalon található. A vörös márvány keresztelőkútja 1868-ból való.
- Evangélikus harangtorony (Fő utca 75. számú ház előtt)
- Páduai Szent Antal templom (Tétszentkút): 1726-ban épült barokk stílusban. Átalakítva a XVIII. század végén. Homlokzati toronnyal és félköríves szentéllyel épült, hajója síkmennyezetes. Az oltárok, a szószék és a Pieta-szoborcsoport rokokó alkotások, gazdag szobordíszekkel a XVIII. század első feléből. A képeket Maulbertsch és Dorfmeister festette. A templom mellett a Magyarok Nagyasszonya-szobor. Téttől 3 km-re a 83-as számú út mellett Tétszentkúton. Páduai Szent Antal-kápolna (a temetőben) A kápolnától jobbra az 1849-es csornai csatában hősi halált halt Dzwonkovszky László és Münster Ede magyar honvéd századosok obeliszk síremléke.
- Kisfaludy-emlékmű (Kisfaludy u. 26. számnál): A híres költő és drámaíró Kisfaludy Károly (Tét, 1788. február 5. – Pest, 1830. november 21.) szülőháza helyén áll.
- Pokvári Bay-Halászy kastély (Pokvár puszta): A Poky család Szent István vértanú tiszteletére monostort alapított 1251-ben. A monostor azon a helyen állott, amelyet a hagyomány tévesen a mai napig "Pókvárnak" nevez. A Pokyvár várként nem, csak monostorként létezett. 1869-ben Bayné egy kúriát építtetett, melyet később amikor a nagy kastély felépült, 'Kiskastélynak' neveztek el. Az új kastély 1904-1905 között épült. A II. világháború alatt a kastélyt a tulajdonosok elhagyták, a háborút követően a kastélyba a helybéliek költöztek be, majd az Állami Erdőgazdaság vette birtokba. 1965-től a Honvédelmi Minisztérium használta a kastélyt. A rendszerváltást követően magán kézbe került. Teljesen felújították és jelenleg lovas kastélyszállóként üzemel.
- Izraelita temető: A Kisfaludy utcán továbbhaladva Pokvár puszta felé található meg a ma már emlékhelyként szolgáló egykori téti zsidó temető.

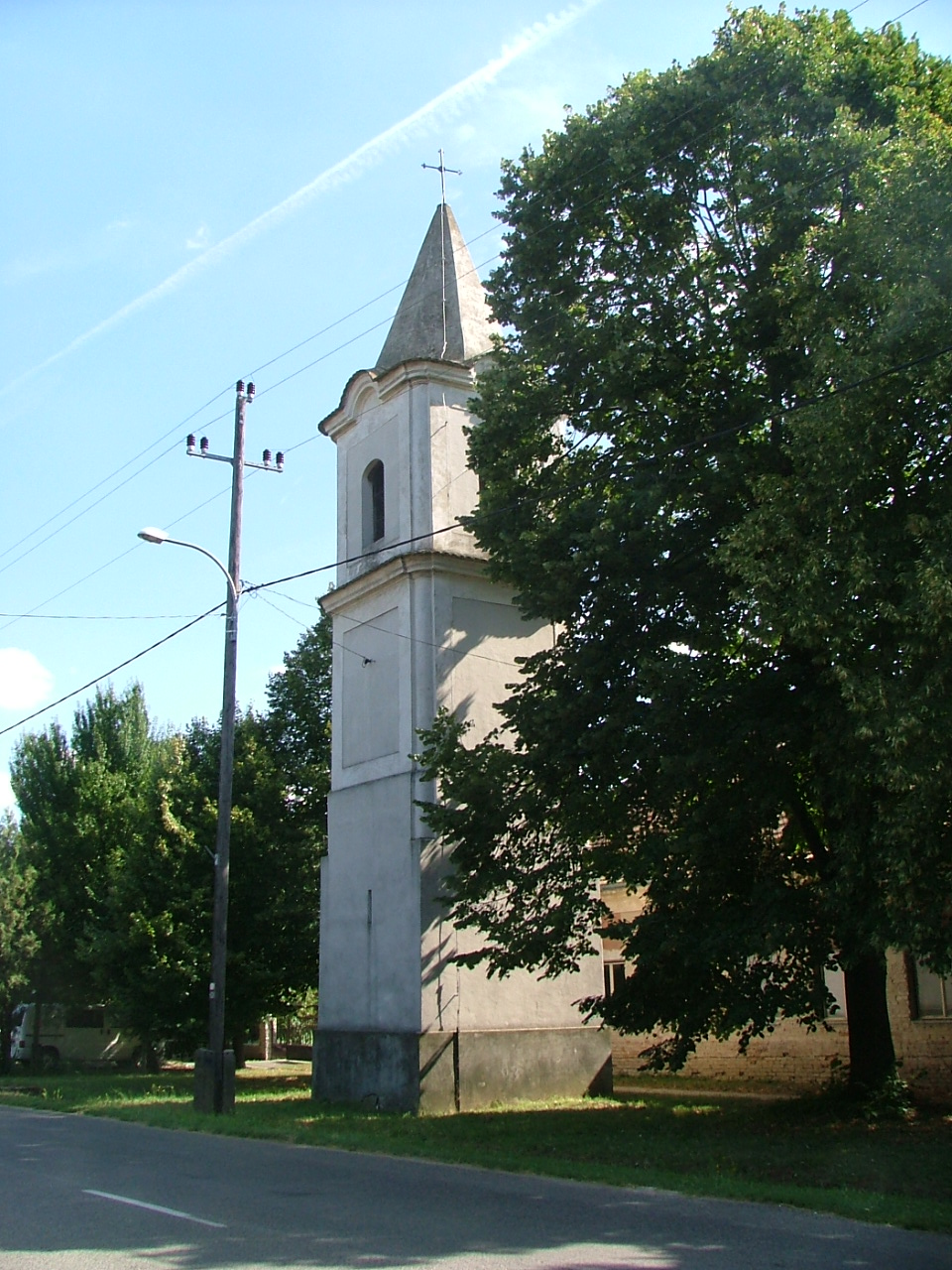
Az evangélikus templom harangtornya
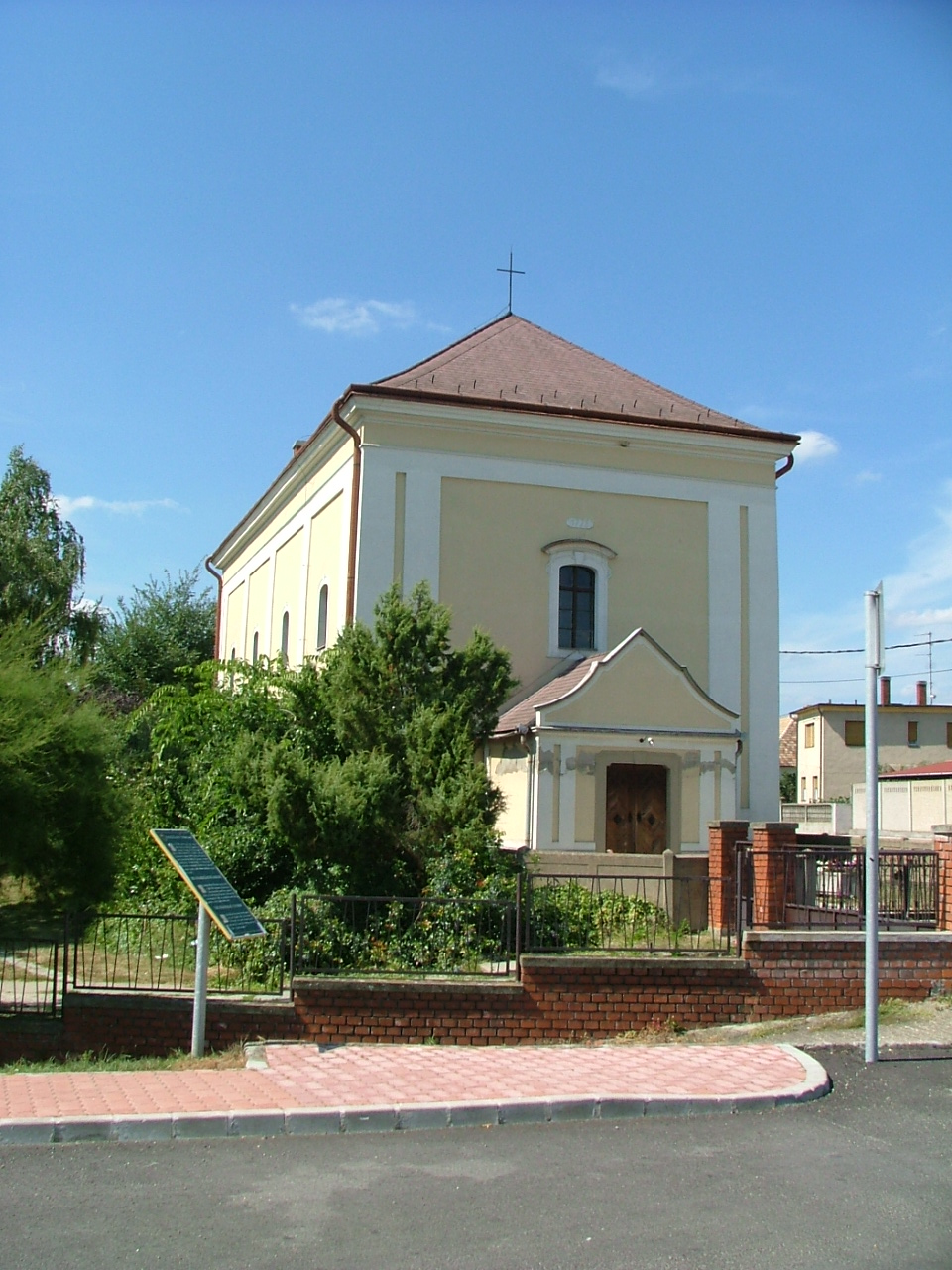
Az evangélikus templom
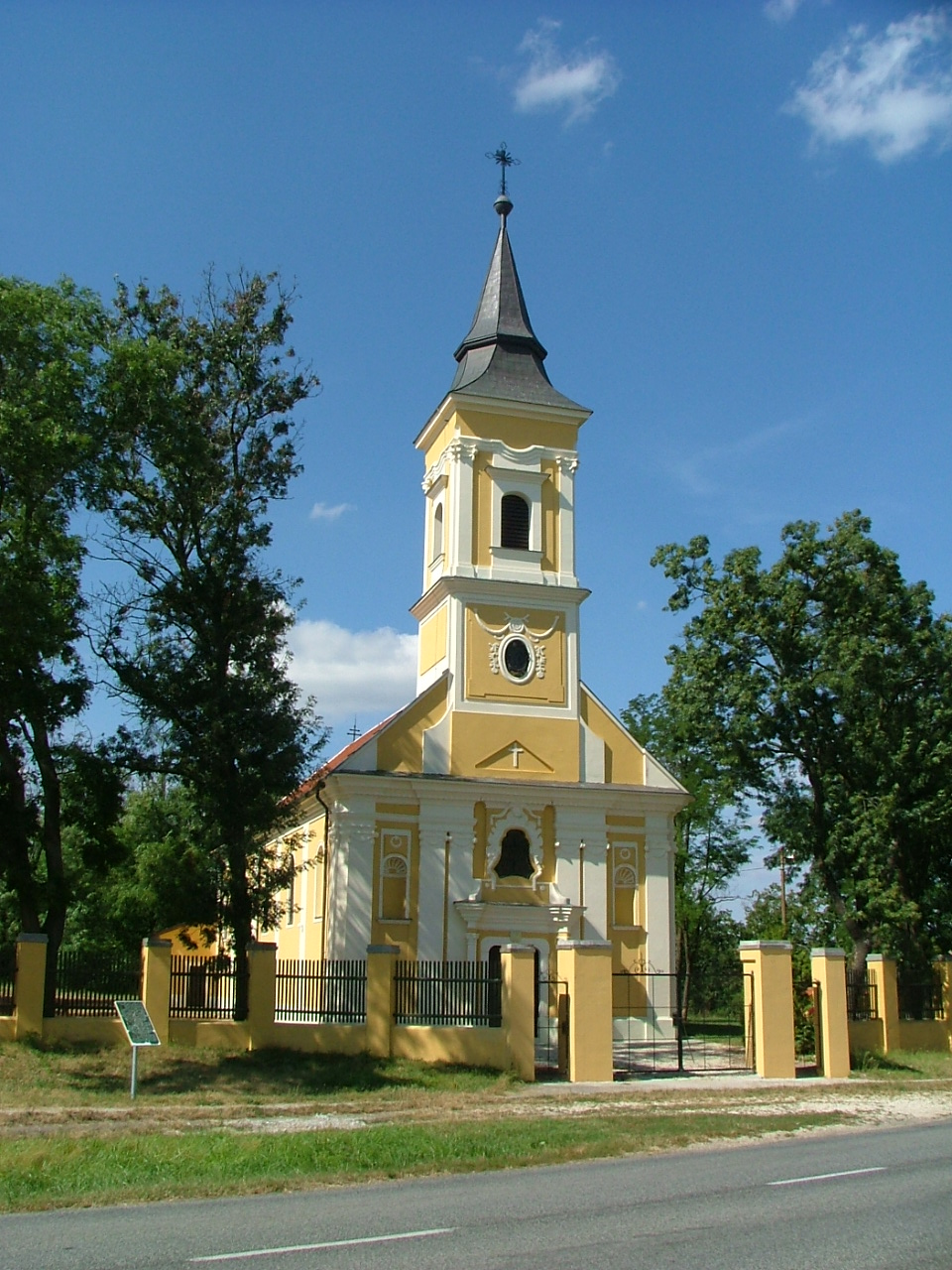
Páduai Szent Antal templom (Tétszentkút)
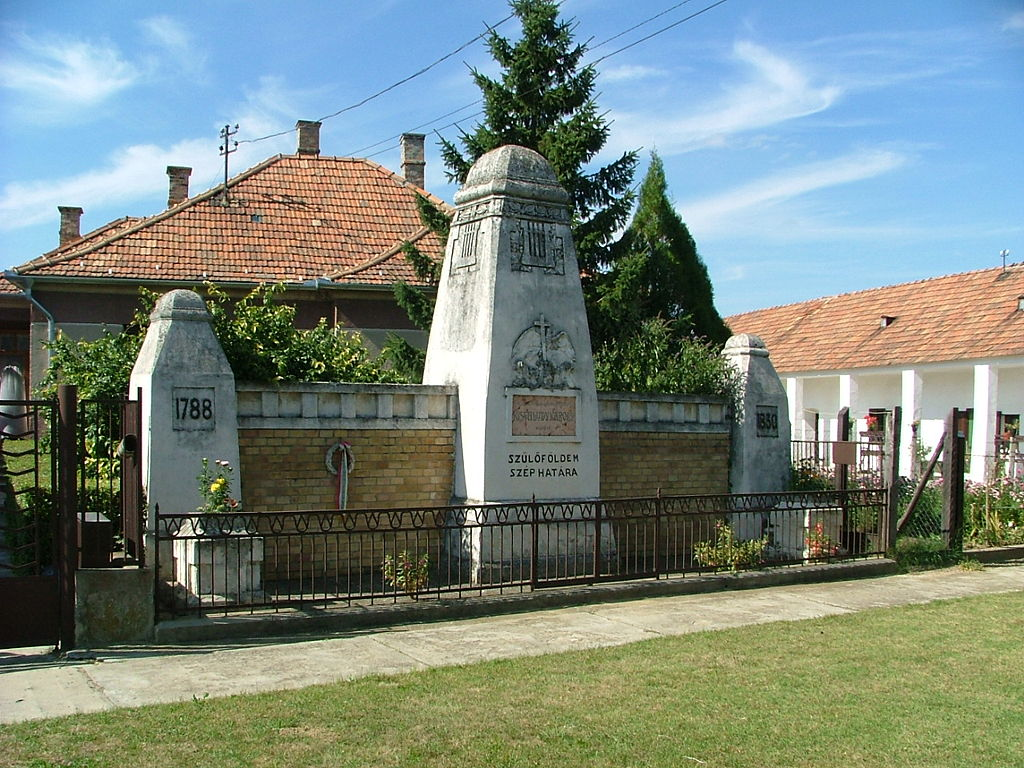
A Kisfaludy emlékmű
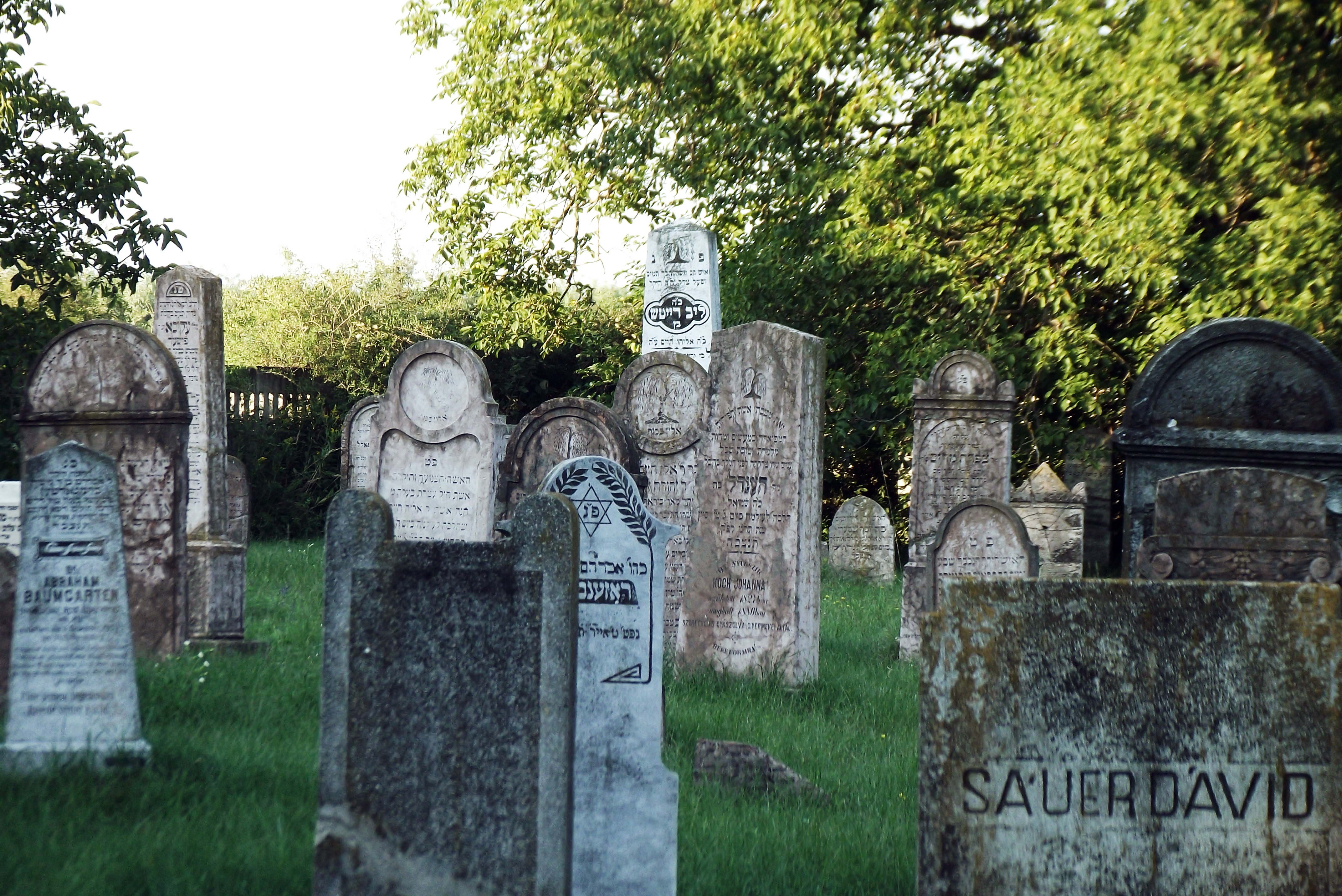
Izraelita temető és emlékhely

## Tét szülöttei
- Kisfaludy Károly (Tét, 1788. február 5. – Pest, 1830. november 21.) költő, drámaíró, festő. Tét városa szülőháza helyén állított emlékművet.
- Gyapay Dénes (Tét, 1824. – Rábapatona, 1892. május 1.) reformkori országgyűlési képviselő, honvédszázados, kormánybiztos.
- Baumgarten Miksa (Tét, 1837. – Bécs, 1915.) magyar festőművész.
- Faludi Gábor (Tét, 1846. május 13. – Budapest, 1932. május 4.) színigazgató, a budapesti Vígszínház egyik alapítója és első igazgatója.
- Kont Ignác (Tét, 1856. október 27. – Párizs, 1912. december 22.) irodalomtörténész, a párizsi Sorbonne tanára.
- Galamb Ödön (Tét, 1888. június 5. – Budapest, 1945. január 15.) magyar gyorsírásszakértő, irodalomtörténész, költő, latin-történelem szakos tanár.
- Winkler Dezső (Tét, 1901. július 11. – Budapest, 1985. október 7.) magyar gépészmérnök, Kossuth-díjas (1951).
- Vadas Kiss László (Tét, 1924. május 31. – Szentendre, 1999. november 2.) Liszt Ferenc-díjas magyar operaénekes (tenor), érdemes művész.
- Szűcs István (Tét, 1942. március 4. – Győr, 2006. január 23.) magyar színművész, a Győri Nemzeti Színház örökös tagja.
- Kukorelli István (Tét, 1952. július 6. –) magyar jogtudós, egyetemi tanár, a Magyar Tudományos Akadémia doktora.
- Gülch Csaba (Tét, 1959. július 1. – 2021. augusztus 6.) író, újságíró, tanár, legfőbb műve a Hullámok és a Vérző Liliom.
- Tóth Tibor (Tét, 1960. július 2. –) fotóművész, a STABIL Reklámstúdió alapítója.

### Téten éltek vagy élnek
- Hajnal Nikolett (előadóművész, nótaénekes)
- Kisfaludy Sándor (író, költő)
- Kiss Tamás (válogatott labdarúgó)
- Köntös Zsófia (kétszeres darts Eb-győztes)
- Polgár Péter (zenés humorista)

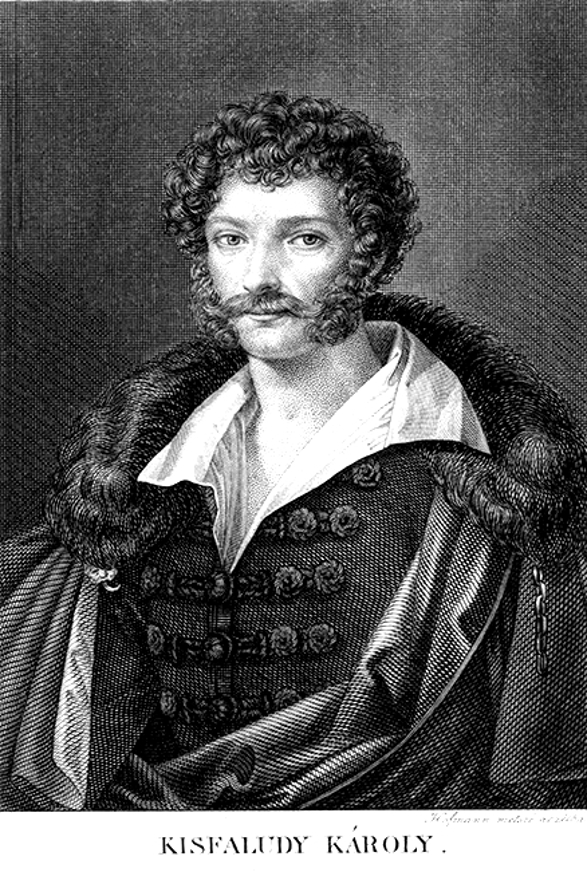
Kisfaludy Károly
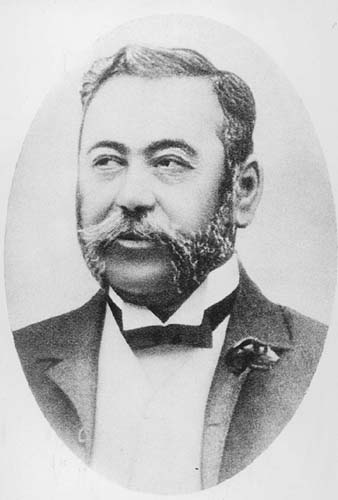
Faludi Gábor

## Sportélete
A település labdarúgócsapatát 1924-ben alapították. Jelenleg a Győr-Moson-Sopron vármegyei II. osztályban szerepel. 1951-ben és 1952-ben bajnoki címet szerzett a Győri "B" csoportban, majd megyei szinten még az 1986-87-es és az 1994-95-ös szezon végén zárt aranyéremmel.
Az egyesületnek van ovifoci-csapata is. Ezután a következő korosztály az u7. Az u7-es, u9-es, u11-es és az u13-as csapatok a téti körzeti Bozsik-programban szerepelnek. A 14 éves korosztály a győri "B" csoportban szerepel, míg a 16 éves korosztály a győri csoportban szerepel. A 19 éves korosztály a Győri Aranyhal étterem II. csoportjában játssza mérkőzéseit. A játékosoknak a sportpálya mellett edzőpálya is a rendelkezésükre áll.
A csapat az alapítása óta több névváltoztatáson is átesett.
A labdarúgócsapat két élvonalban szereplő játékossal is büszkélkedhet. Az egyikük Bősze Sándor, aki a Zalaegerszegi TE FC játékosa volt. A másik labdarúgó a Téti Sokoró FC utánpótlásában játszott, majd innen igazolt a Gyirmót FC-be és lett később a magyar labdarúgó-bajnokság első 2000-es születésű játékosa - ő Kiss Tamás.

## Testvérvárosok
Tét két testvérvárosa a hollandiai Leusden, és az erdélyi Csíkszenttamás, utóbbival a város 2009 óta tart hivatalos partnerkapcsolatot.

## Lesvári ménes
A Téthez tartozó Lesváron működött a Lesvári Ménes. 1923-ban 70 tehenet is tartottak itt, és ezzel a gazdaság Budapest egyik tejellátója volt, maga a ménes pedig világhírűnek számított. 1940-ben az akkor 3 éves, itt nevelkedett mén, Trisotin megnyerte a Magyar Derbyt.